# Chen Xiaojia
Chen Xiaojia (陈晓佳S, Chén XiǎojiāP; Wuxi, 2 aprile 1988) è una cestista cinese.

## Carriera
Con la Cina ha preso parte ai Giochi della XXXI Olimpiade.